# Zero Escape: Zero Time Dilemma
Zero Escape: Zero Time Dilemma (japanisch ZERO ESCAPE 刻のジレンマ Zero Escape: Toki no Jirenma), ist ein Adventure, das von Chime entwickelt und von Spike Chunsoft und Aksys Games veröffentlicht wurde. Es ist das dritte Spiel in der Zero-Escape-Reihe nach 999: Nine Hours, Nine Persons, Nine Doors (2009) und Virtue’s Last Reward (2012). Das Spiel wurde 2016 für Nintendo 3DS, PlayStation Vita und Microsoft Windows, 2017 für PlayStation 4 und 2022 für Xbox One veröffentlicht. Seit Dezember 2021 ist es nicht mehr im nordamerikanischen und europäischen Nintendo eShop erhältlich.
Die Handlung spielt zwischen den Geschichten beider vorheriger Spiele und handelt von neun Personen, die von einer maskierten Person namens Zero entführt werden. Sie werden in drei Teams aufgeteilt und dazu gezwungen, ein tödliches Spiel namens Decision Game zu spielen. Der Spieler schlüpft in die Rollen von drei Charakteren und spielt die Kapitel durch, aus denen die Geschichte besteht: animierte Zwischensequenzen, Escape Games und moralische Entscheidungen, die der Spieler treffen muss. Die Kapitel sind jeweils 90 Minuten lang und können in unterschiedlicher Reihenfolge abgespielt werden.
Das Spiel wurde vom Serienschöpfer Kotaro Uchikoshi inszeniert und geschrieben und enthält Spielmusik von Shinji Hosoe und Charakterdesigns von Rui Tomono. Uchikoshi hatte 2012 mit der Planung der Spielgeschichte begonnen, die Entwicklung wurde jedoch aufgrund des kommerziellen Einbruchs der Serie in Japan unterbrochen. Im Jahr 2015 wurde bekannt gegeben, dass die Entwicklung aufgrund der hohen Nachfrage der Fangemeinde der Serie wieder aufgenommen wurde. Das Spiel wurde von Kritikern positiv aufgenommen.

## Spielprinzip
Zero Escape: Zero Time Dilemma ist ein Adventure, das aus mehreren Kapiteln besteht, die jeweils 90-Minuten-Zeiträume darstellen. Die Kapitel bestehen aus Erzählabschnitten und Escape-Game-Abschnitten. Die Kapitel, die als „Fragmente“ bezeichnet werden, werden über das Floating-Fragment-System ausgewählt, bei dem der Spieler anhand eines Bildes und einer vagen Beschreibung ein Fragment zum Spielen auswählen kann. Die Fragmente können in einer freien Reihenfolge abgespielt werden. Die Charaktere verlieren nach jeweils 90 Minuten ihr Gedächtnis und wissen nicht, wo in der Zeitlinie sie sich aktuell befinden. Wenn der Spieler ein Fragment fertiggestellt hat, kehrt er zum Bildschirm „Floating Fragment“ zurück und das fertige Fragment wird in einem narrativen Flussdiagramm platziert, das angibt, wo es in der Geschichte stattfindet.
Die Erzählabschnitte werden als dreidimensionale animierte Filmsequenzen präsentiert, mit Kamerabewegungen und vollständiger Sprachausgabe auf Japanisch und Englisch. In den Escape-Abschnitten, die dreizehn verschiedene Räume umfassen, durchsucht der Spieler in der Egoperspektive den Raum über eine Point-and-Click-Oberfläche nach Werkzeugen und Hinweisen und löst Rätsel. Die Rätsel sind größtenteils in sich abgeschlossen und stellen die Problemlösungsfähigkeiten und das Gedächtnis des Spielers auf die Probe. Dazu gehören Rätsel, bei denen der Spieler Nachrichten entschlüsseln muss, und solche, bei denen er die Seiten eines dreidimensionalen Objekts richtig ausrichten muss.
Nach Abschluss eines Escape-Abschnitts muss der Spieler zu einer moralischen Entscheidung Stellung beziehen. Eine solche Entscheidung beinhaltet, dass ein Charakter mit einer Waffe daneben auf einem Stuhl gefesselt wird und ein anderer Charakter in einer Verbrennungsanlage sitzt. Um die Verbrennungsanlage zu stoppen, muss der Spieler den Abzug betätigen, wodurch eine Chance von 50 % besteht, eine scharfe Kugel abzufeuern und den Charakter auf dem Stuhl zu töten. Die Art und Weise, wie Entscheidungen getroffen werden, ist unterschiedlich: Bei einigen muss zwischen Optionen gewählt werden, bei anderen muss der Spieler seine eigene Antwort eingeben.

## Handlung

### Charaktere
Zero Escape: Zero Time Dilemma spielt zwischen den Ereignissen von 999: Nine Hours, Nine Persons, Nine Doors und Virtue’s Last Reward. Das Spiel folgt neun Charakteren, die in einem unterirdischen Atomschutzbunker eingesperrt wurden und gezwungen werden, ein tödliches Spiel namens Decision Game zu spielen, das von einer maskierten Person namens Zero geleitet wird. Der Bunker ist in drei Räume unterteilt, wobei in jedem drei Personen untergebracht sind, die drei Teams bilden: C-Team, Q-Team und D-Team. Um zum zentralen Aufzug zu gelangen und zu entkommen, benötigen die Charaktere sechs Passwörter. Jedes Mal, wenn einer von ihnen stirbt, wird ein Passwort preisgegeben. Die Charaktere tragen alle Uhren, die ihnen alle 90 Minuten eine Droge injizieren, was zu Gedächtnisverlust führt. Ein wichtiger Bestandteil der Überlieferung des Spiels ist die Viele-Welten-Interpretation, bei der jede getroffene Entscheidung alternative Universen schafft, in denen das Gegenteil gewählt wurde. Die Zeitlinien bilden die verschiedenen Routen des Spiels.
Zum C-Team gehören Carlos, ein Feuerwehrmann mit einem ausgeprägten Gerechtigkeitssinn, Akane, Mitglied eines Geheimbunds, die sich für eine friedliche Zukunft einsetzt und vorgibt, eine „ordentliche und saubere, die ideale Japanerin“ zu sein, und Junpei, eine Jugendfreundin von Akane, die sich einer Detektei angeschlossen hat, um Akane zu finden, nachdem man von ihr nichts gehört hat. Zum Q-Team gehört ein naiver Junge mit Amnesie, der einen kugelförmigen Helm trägt, Eric, ein Angestellter in einer Eisdiele, der unter Druck leicht zusammenbricht, und Mira, die nicht viel Emotionen zeigt und mit Eric liiert ist. Zum D-Team gehört Diana, eine pazifistische Krankenschwester, die nicht gerne kämpft, Phi, eine intelligente Frau, die zusammen mit Akane und Sigma am Dcom-Experiment (Dwelling for Experimental Cohabitation of Mars) teilgenommen hat, um die Welt vor dem Radical-6-Virus zu retten, und Sigma, ein 67-jähriger Mann im Körper eines 22-Jährigen. Darüber hinaus gibt es einen Hund namens Gab, der durch Lüftungsschlitze zwischen den Abschnitten hindurchgehen kann, um Nachrichten zwischen den Teams zu überbringen.

### Inhalt
Die neun Teilnehmer des Dcom-Experiments werden von einer maskierten Person namens Zero entführt, die sie dazu bringt, Kopf oder Zahl zu spielen. Wenn sie gewinnen, werden sie freigelassen, ohne sich daran zu erinnern, was passiert ist; und wenn sie verlieren, erwachen sie in einer Einrichtung, die in drei Abteilungen mit jeweils einem Team unterteilt ist. Nach der Niederlage sind sie gezwungen, das Decision Game zu spielen und eine Stimme für eines der Teams abzugeben. Derjenige mit den meisten Stimmen wird hingerichtet. An diesem Punkt beginnt die Geschichte, sich abhängig von den Entscheidungen des Spielers in verschiedene Zeitlinien zu verzweigen.
In einer Zeitlinie wird Phi getötet, und Diana und Sigma sind in der Einrichtung gefangen. Sie entdecken ein Transportgerät, mit dem sie Kopien von sich selbst in eine andere Zeitlinie senden. Ihr ursprüngliches Selbst bleibt jedoch erhalten, und das Aufladen des Transporters dauert zehn Monate. Diana und Sigma beginnen eine Beziehung und Diana bringt später zweieiige Zwillinge zur Welt, einen Jungen und ein Mädchen, die sie Delta und Phi nennen. Mit dem aufgeladenen Transporter schicken sie die Babys in die Vergangenheit, um sie vor Zero zu schützen. In einer anderen Zeitlinie entdeckt Akane, dass Carlos bei Gefahr sein Bewusstsein zwischen Zeitlinien hin- und herschicken kann, was sie „menschliche interne fluktuierende Raumzeit-Übertragung“ oder „Verschiebung“ nennt. Durch die Resonanz von Carlos’ Fähigkeit wechselt das C-Team zwischen den Zeitlinien, um Passwörter zu sammeln, aber Zero schickt den Jungen im Helm – offenbar ein humanoider Roboter namens Sean –, um sie wegen dieses Regelverstoßes anzugreifen.
Carlos flieht, indem er in die Zeitlinie wechselt, in die die Kopien von Diana und Sigma transportiert wurden. Diana und Sigma erreichen einen Raum mit Schlafkapseln, wo sie Eric und Sean finden und aufwecken und die Leichen der verbleibenden Teilnehmer finden. Mit einer Schrotflinte bewaffnet will Eric wissen, wer Mira getötet hat. Carlos sagt, dass er unschuldig sein muss, da er in der C-Station war, aber Diana erkennt, dass die Stationen nicht getrennt sind: Es gibt nur eine Lounge, die mittels Projektionsmapping ihr Aussehen ändert. Sie stellen fest, dass jeweils nur ein Team aktiv ist, während der Rest in den Kapseln schläft. Sean enthüllt Zeros wahre Identität: Er ist Delta, ein älterer Mann, der vermutlich einen Rollstuhl nutzt, taub, blind und stumm ist und die ganze Zeit beim Q-Team war, aus der Spielerperspektive jedoch außerhalb der Kamera. Er gibt zu, dass er Mira getötet hat, die sich als Serienmörderin namens „Heart Ripper“ zu Erkennen gab, und verhindert die Flucht der Teilnehmer, indem er Eric mithilfe seiner ESP-Fähigkeiten dazu bringt, alle außer Diana zu erschießen.
In der Zeitlinie, die zu den Ereignissen von Virtue’s Last Reward führt, ist Phi mit Radical-6 infiziert, was mit einer Wahrscheinlichkeit von 75 % zu Selbstmordabsichten führt. Junpei und Akane erfahren, dass Zero einen Radical-6-Ausbruch verursacht hat, in der Hoffnung, dadurch einen religiösen Fanatiker zu töten, der die vollständige Auslöschung der Menschheit auslösen würde. Radical-6 galt als das kleinere Übel, da es zwei Milliarden Menschen das Überleben ermöglichen würde. In der Zeitlinie, in der keine Teams hingerichtet wurden, erinnern sich die Teilnehmer, die wechseln können, an ihre Erinnerungen aus früheren Zeitlinien. Delta sagt, dass er das Decision Game durchgeführt hat, um seine und Phis Geburt sicherzustellen und epigenetische Veränderungen bei Diana und Sigma hervorzurufen, wodurch Phi die Fähigkeit erhielt, sich zu verändern, und Delta die Fähigkeit, Gedanken zu lesen und kurzzeitig die Körper anderer zu kontrollieren.
Die Teilnehmer aktivieren die „Force-Quit-Box“ in der Lounge und starten damit die Selbstzerstörungssequenz der Einrichtung. Akane erkennt, dass die drohende Gefahr und die Resonanz der versammelten Gestaltwandler es den Teilnehmern ermöglichen würden, in die Zeitlinie zu wechseln, in der sie den Münzwurf gewonnen haben und befreit wurden. Nach der Verschiebung drohen sie damit, die Polizei auf Delta zu hetzen, doch er weist darauf hin, dass er in der aktuellen Zeitlinie keine Straftaten begangen habe. Er sagt, dass es in dieser Zeitlinie keinen Radical-6-Ausbruch geben wird, was bedeutet, dass die Menschheit aussterben wird. Die Teilnehmer sind jetzt entschlossen, die Zukunft zu verändern. Delta fährt fort, dass eines seiner Ziele gewesen sei, sie zu diesem Entschluss zu bringen. Er gibt Carlos eine Pistole mit der Wahl, Delta zu töten oder ihn am Leben zu lassen, und sagt, dass das Schicksal der Menschheit auf dem Spiel stehe. Das Spiel endet damit, dass Carlos mit der Waffe auf Delta zielt.
In den Epilogen erholt sich Carlos’ Schwester von einer Krankheit und erlangt außerdem die Fähigkeit, zwischen den Zeitlinien zu wechseln. Carlos ist zu einer Bruderfigur von Akane und Junpei geworden, die heiraten wollen, und die drei geloben, den religiösen Extremisten zu stoppen. Mira hat sich wegen ihrer Morde angezeigt und Eric geheiratet, aber Sean befreit sie aus dem Gefängnis. Sie wollen den Transporter nutzen, um Mira davon abzuhalten, ihre Morde in der Vergangenheit zu begehen. Es wird spekuliert, dass die Phi von 1904 eine Forscherin geworden ist, die den Transporter bis weit in ihr Alter untersucht hat.

## Spielentwicklung
Das Spiel Zero Escape: Zero Time Dilemma wurde von Chime entwickelt und von Kotaro Uchikoshi inszeniert und geschrieben, die Musik komponierte Shinji Hosoe. Uchikoshi erwähnte erstmals 2012 Details zu einem dritten Zero-Escape-Spiel und gab an, dass es das letzte in der Serie sein würde. Im Jahre 2013 gab er an, dass er die Planung der Geschichte zwar abgeschlossen, die Entwicklung jedoch noch nicht begonnen habe. Im Februar 2014 wurde das Projekt als Reaktion auf die schlechte kommerzielle Resonanz der Serie in Japan auf unbestimmte Zeit ausgesetzt.
Uchikoshi untersuchte die Möglichkeit, die Entwicklung durch den Einsatz von Crowdfunding auf einer Website wie Kickstarter zu finanzieren, war jedoch der Meinung, dass die Idee nicht überzeugend genug sein würde, um das Ziel zu erreichen. Er suchte auch nach Möglichkeiten bei Executives und Investoren. Als Reaktion auf die Unterbrechung rief die Fangemeinde der Serie die Operation Bluebird ins Leben, eine Online-Kampagne, um auf die Serie aufmerksam zu machen und die Entwicklung des Spiels zu unterstützen. Uchikoshi eröffnete den Pitch für das Spiel mit einer von den Fans gemachten Gesangsversion des Serientitelsongs Morphogenetic Sorrow. Er hielt dies für einen wichtigen Punkt bei der Genehmigung des Projekts. Auf der Anime Expo 2015 im Juli gab Aksys Games bekannt, dass die Entwicklung des dritten Spiels wieder aufgenommen wurde, und nannte die hohe Nachfrage und Bekanntheit des Spiels als Schlüsselfaktoren für seine Neubewertung. Bis März 2016 war die Entwicklung zu 80 % abgeschlossen. Die Portierung des Spiels auf Microsoft Windows wurde von Chime übernommen, mit Beratung von Abstraction Games, die zuvor an Windows-Portierungen für die Computerspielreihe Danganronpa gearbeitet hatte.
Uchikoshi wies an, dass die Musik zu Stimmung und Konzept des Spiels passen solle, und beschrieb sie als „traurig und einsam, wie eine abgenutzte Schallplatte“, „dunkel und gefühlvoll“. Hosoe beschrieb die Musik im Allgemeinen weniger melodisch: Da sie die Musik nicht wie im Film aufs Stichwort treffen konnten, entschieden sie sich während der Planungsphase dafür, Stille in den Soundtrack einzubeziehen, also erstellte Hosoe atmosphärische Titel, die als Hintergrundgeräusche verwendet wurden. Da die Charaktere Junpei und Akane aus 999: Nine Hours, Nine Persons, Nine Doors und Sigma und Phi aus Virtue’s Last Reward im Spiel vorkommen, hat Uchikoshi beschlossen, Arrangements von Musik aus diesen beiden Spielen in den Soundtrack mit aufzunehmen. Er hatte geplant, die Songs Digital Root und Trepidation aus den beiden vorherigen Spielen aufzunehmen, da er sie als eine Art Titelsongs ansah, ähnlich wie The Imperial March aus den Star-Wars-Filmen. Hosoe erhielt eine Liste, welche Songs neu arrangiert und wie sie im Spiel verwendet werden sollten, und wurde gebeten, insgesamt 45 Songs zu komponieren. Er komponierte jedoch fast 70 Songs und stellte damit sicher, dass sie für jede Situation im Spiel etwas Passendes enthielten. Für das Endthema integrierte Hosoe mehrere Rückgriffe auf Songs aus den vorherigen Spielen als „Abschiedsgruß für die Serie“ führte: Morphogenetic Sorrow.
Zwei Rätsel-Designer wurden mit der Gestaltung der Escape-Game-Szenarien beauftragt. Uchikoshi beschrieb einen von ihnen als Designer eines „orthodoxen“ Rätsels. Der andere, Strider-Entwickler Kouichi Yotsui, habe „einzigartige und unkonventionelle“ Rätselarten erschaffen. Uchikoshi gab ihnen eine ungefähre Vorstellung davon, was jedes Rätsel vermitteln und wie es gelöst werden sollte. Die Rätsel-Designer entwickelten einen Entwurf, den er gemeinsam mit ihnen finalisierte.

### Story und Themes
Das Spiel Zero Escape: Zero Time Dilemma sollte ursprünglich gleichzeitig mit dem vorherigen Spiel Virtue’s Last Reward als Set entwickelt werden, letzteres mit Cliffhanger, die neben neuen Zeitlinien im letzten Spiel alle ihr Ende finden sollten. Die Fortsetzungen sollten dabei so konzipiert werden, dass auch Neueinsteiger, ohne das vorherige Spiel zu kennen, ihren Spaß daran haben können. Die Mysterien sollten so erklärt werden, dass keine Widersprüche mit Virtue’s Last Reward auftreten. Der Erzählung wurden auch Nebengeschichten hinzugefügt, um ihr „ein bisschen mehr Schlagkraft“ zu verleihen. Sie berücksichtigten auch die Zeitreisefähigkeit einiger Charaktere wie in Virtue’s Last Reward, da sie mehr erzählerische Möglichkeiten eröffnete. Uchikoshi arbeitete mit zwei anderen Schriftstellern zusammen, um sich gegenseitig dabei zu helfen, Ideen zu entwickeln, wie die Geschichte am besten funktionieren könnte. Als er sich die Geschichte ausdachte, wusste er von Anfang an, dass er Sigma, Phi und Diana in einem Team und Akane in einem anderen haben wollte. Dadurch blieben freie Plätze in den Teams übrig, die im Verlauf der Story-Entwicklung mit anderen Charakteren besetzt wurden. Das Schreiben des Drehbuchs dauerte insgesamt ein Jahr. Während Uchikoshi bereits beim Schreiben von Virtue’s Last Reward eine Ideen für Schauplatz und Ereignisse von Zero Escape: Zero Time Dilemma verfolgte, änderte sich bei der Implementierung auch die Spielstruktur. Ein Grund dafür war, dass Charaktere „ein Eigenleben entwickeln und ihre eigenen Entscheidungen treffen“, wenn er aus ihrer Sicht schreibt, und dass Charaktere die Geschichte möglicherweise in eine andere Richtung lenken, als er ursprünglich geplant hatte. Meistens ließ er die Geschichte in die Richtung gehen, wo die Charaktere auch hinwollten, anstatt sie zu zwingen, seinen ursprünglichen Plänen zu folgen. Dies führte mehrmals zu Änderungen in Geschichte und Struktur des Spiels. Das Budget diktierte zum Teil den Schauplatz des Spiels in einem geschlossenen Raum, da für die Entwicklung nur wenige künstlerische Mittel erforderlich waren.
Das Hauptthema des Spiels ist die Moral mit Fokus auf die Philosophie des Spielers. Uchikoshi beabsichtigte, die „Denkweise, Werte und Tugenden“ des Spielers während des Spiels intensiv zu erschüttern. Das „Dilemma“ im Titel des Spiels spiegelt dies wider, da das Spiel den Spieler die Frage stellt, ob seine Entscheidungen richtig sind. Ein weiteres Hauptthema ist die Identität und wie Menschen versuchen, herauszufinden, wer sie wirklich sind. Dies ergab sich aus Uchikoshis persönlichen Kämpfen mit seinen Identitätsproblemen. Er sagte, dass er „immer darüber nachdenke, wer [er ist]“ und dass er glaube, dass er eine vielschichtige Persönlichkeit haben könnte; wie er befassen sich seine Charaktere mit diesem Thema. Zu den weiteren Hauptthemen gehören „Geschichten mit mehreren Wahrscheinlichkeiten“, bei denen der Spieler abhängig von den von ihm getroffenen Entscheidungen zwischen verschiedenen Geschichten mit gleicher Wahrscheinlichkeit wechseln kann, und die großen Auswirkungen, die kleine Zufälle haben können, was sich in der Verwendung randomisierter Ereignisse widerspiegelt. Die Idee, die Randomisierung mit einzubeziehen, kam daher, dass Uchikoshi das Spiel „spoilersicher“ machen wollte und der Meinung war, dass FAQ-Websites, die den Spielern sagen, wie sie das Spiel gewinnen können, das Durchspielen uninteressant machen. Er war schon immer vom Konzept der Zufälle fasziniert und davon, wie in der Vergangenheit durchgeführte Handlungen uns dorthin führen, „wo wir heute sind“, also recherchierte und las er viel zu diesem Thema, um das Verfassen der Geschichte vorzubereiten. Das Thema, dass es kein absolutes Gut oder Böse gibt, stammt aus der buddhistischen Literatur, die Uchikoshi gelesen hatte, insbesondere aus der zen-buddhistischen Idee von „shiki soku zeku“, die er als „Materie ist leer und Form ist Leere“ beschrieb. Aufgrund dieser Idee versuchte Uchikoshi, jedem Charakter „seinen eigenen Sinn für persönliche Gerechtigkeit zu geben, den sie für wahr hält“, was dazu führte, dass Charaktere mit unterschiedlichen Philosophien gegeneinander antraten.
Während frühere Zero-Escape-Titel ihre Erzählungen durch Visual-Novel-Segmente fortführen, ersetzt Zero Escape: Zero Time Dilemma sie durch Kinoszenen, die für westliche Spieler vertraut wirken und „das Gefühl einer amerikanischen TV-Show mit großem Budget nachahmen“ sollen. Um diesen Effekt zu verstärken, wurde die Option zum Ausschalten der Untertitel eingebaut. Aufgrund dieses eher filmischen Ansatzes konnte Uchikoshi seine Erfahrungen beim Schreiben der Anime-Serie Punch Line (2015) nutzen. Die Inspiration für den Formatwechsel waren die Abenteuerspielserie The Walking Dead (2012–2019) von Telltale Games und das Abenteuerspiel Time Travelers (2012) von Level-5. Uchikoshi sagte, dass dies eine geringere Eintrittsbarriere für Leute schaffen würde, die nicht unbedingt an Bildromanen interessiert sind, und dass die Massenattraktivität für Spike Chunsoft wichtig ist, da nur ein japanisches Publikum für die Produktion von Abenteuerspielen nicht ausreicht. Der nichtlineare und episodische Charakter der Spielkapitel wurde entwickelt, um eher Gelegenheitsspieler und Leute anzusprechen, die neu in der Serie sind. So können sie die Geschichte in ihrem eigenen Tempo entdecken, ohne „von Anfang bis Ende auf einen einzigen Handlungsstrang gezwungen zu werden“. Die Verwendung von Fragmenten stellte eine gewisse Herausforderung beim Schreiben der Geschichte dar: Uchikoshi musste bei der Planung des Fortgangs der Geschichte vorsichtig sein, da Änderungen an einem Fragment auch Auswirkungen auf die umgebenden Fragmente haben würden. Als er die Geschichte in Fragmente zerlegte, überlegte er, was für die Spieler am unterhaltsamsten wäre.
Als Reaktion auf das Feedback der Spieler sollte Zero Escape: Zero Time Dilemma spannender sein als Virtue’s Last Reward: Uchikoshi und der Produzent des Spiels entschieden, dass sie sich nicht länger zurückhalten sollten, da Zero Time Dilemma das letzte Spiel der Serie ist. Aufgrund des Leben-und-Tod-Themas waren sie der Meinung, dass Zurückhaltung weniger Auswirkungen hätte und dass sie stattdessen die Gewalt im Spiel „extrem“ machen sollten, damit die Entscheidungen des Spielers ankommen. Laut Uchikoshi wollte das Entwicklungsteam, dass das Spiel so läuft, wie er es möchte, ohne dass irgendwelche Änderungen aus Gründen der Altersfreigabe vorgenommen werden: Ursprünglich hatten sie überlegt, einen CERO D – ab 17 Jahre – anzustreben, entschieden sich jedoch stattdessen für die CERO Z – ab 18 Jahre –, die höchste Alterseinstufung in Japan, da sie der Meinung waren, dass sie mit einer Einstufung D nicht die gewünschte visuelle und emotionale Wirkung erzielen könnten. Trotzdem bewertete CERO das Spiel letztendlich mit D.

### Charakterdesign
Die Charaktere des Spiels wurden von Rui Tomono entworfen. Uchikoshi war der Meinung, dass, da die Produktion von Hintergründen und gezeichneten Charakteren zu 3D-Kinematiken übergegangen sei, ein „beeindruckenderes Design“ erforderlich sei, und dass Tomonos Entwürfe wahrscheinlich international eher akzeptiert und dennoch japanisch wirken würden. Einige Charakterdesigns mussten aufgrund technischer Schwierigkeiten mit den 3D-Modellen geändert werden: Die weiten Ärmel von Akanes Kleid wurden enger geschnitten, Junpeis Jacke und asymmetrische Aspekte von Erics Design wurden entfernt.
Das Charakterdesign von Zero Escape: Zero Time Dilemma wurde geändert, um dem Fokus der Geschichte um einen Virus gerecht zu werden. Der Charakter trägt eine Pestarztmaske, im Gegensatz zur Gasmaske, die in den vorherigen Spielen getragen wurde. Carlos sollte seinen Beruf als Feuerwehrmann klar zum Ausdruck bringen: Er bekam Narben auf seinen Armen, ein enges T-Shirt und Hemd, um seinen muskulösen Körperbau und seine Silhouette zur Geltung zu bringen, und eine Axt-Stickerei auf seiner Hemdtasche. Da Akane Japanerin ist, enthielt ihr Design japanische Elemente wie die Verwendung gerader Linien auf ihrem Oberteil und einen Gürtel, um das Aussehen eines Kimonos mit Gürtel nachzuahmen. Die schwarze Farbe des Gürtels sollte ihre verborgene dunkle Seite darstellen, während die Gürtelketten für gewisse Dinge stehen. Die oberen Hälften ihrer Ärmel sollten zunächst pastellviolett sein, um sicherzustellen, dass das Design nicht zu dunkel war und einen Kontrast zu Junpeis eher monochromatischem Design bildete. Dies wurde jedoch für das endgültige Modell geändert, wobei Tomono anmerkte, dass die Verwendung von Lila für einen psychisch instabilen Charakter möglicherweise besser sei. Ebenso erhielt Akane blaue Akzente als Kontrast zu Junpeis Rottönen. Junpei wurde neu gestaltet, um zu seiner abgestumpften Persönlichkeit in Zero Escape: Zero Time Dilemma zu passen, da sein vorheriger Entwurf in 999: Nine Hours, Nine Persons, Nine Doors „kindisch“ und widersprüchlich wirkte. Sein Designprozess war schwierig, da das Entwicklungsteam viele Designvorschläge durchging.
Ursprünglich sollte Sean einen kubischen Helm tragen, aber Tomono präsentierte stattdessen ein kugelförmiges Design, das Uchikoshi als „alles, von dem ich nicht wusste, dass ich das wollte“ beschrieb. Mira wurde entworfen, um die Serientradition fortzusetzen, in jedem Spiel eine „sexy Femme fatale“-Figur zu haben: Sie erhielt eine offene Trainingsjacke und ein bikiniähnliches Oberteil, um ihr Dekolleté zur Geltung zu bringen, und ihrem 3D-Modell wurde ein Jiggle Effect hinzugefügt. Erics Design und die 3D-Modellierung verliefen reibungslos, wobei Chime sagte, dass einige Gesichter einfacher zu modellieren seien als andere. Tomono wollte, dass er speziell ein kaukasisches Kinn und eine kaukasische Stirn hatte, merkte jedoch an, dass man darauf achten müsse, nicht zu weit zu gehen, um ein zu realistisches Aussehen zu vermeiden. Dianas Entwurf war schwierig in 3D nachzubilden, da das ursprüngliche Modell „wirklich pausbäckige Streifenhörnchen-Bäckchen“ hatte, aber es wurde so lange daran gearbeitet, bis es mit dem Entwurf übereinstimmte. Aufgrund ihres langen Rocks war sie auch schwer zu animieren. Phi war ursprünglich kleiner und hatte größere Augen, aber nachdem sie eine Brille bekommen hatte, wurde beschlossen, dass sie eher wie ein Model aussehen sollte, um zum stilvollen Aussehen ihrer kurzen Haare und Brille zu passen. Teile von Sigmas Design aus Virtue’s Last Reward wurden in Form von Stickereien auf seinem Polohemd in sein neues Design integriert.

## Veröffentlichung
Im März 2015 startete Aksys Games die Website 4infinity.co, die aus einem Countdown-Timer bestand. Der Countdown endete im Juli, zeitgleich mit der Ankündigung des Spiels Zero Escape: Zero Time Dilemma auf der Anime Expo. Titel und Logo des Spiels wurden im Oktober enthüllt, und im Dezember wurde ein Teaser-Twitter-Account gestartet, der Artworks von Charakteren aus dem Spiel enthüllte. Das Spiel wurde während einer Präsentation im März 2016 vorgestellt. Die japanische Veröffentlichung verwendet den englischen Serientitel Zero Escape anstelle Kyokugen Dasshutsu (japanisch 極限脱出 Extreme Escape), der für frühere japanische Veröffentlichungen verwendet wurde, da die Entwickler das Image der Serie erneuern und den „westlichen Titel“ nach Japan bringen wollten.
Im Gegensatz zu früheren Zero-Escape-Spielen wurde das Spiel parallel zur japanischen Version herausgebracht: Es wurde am 28. Juni 2016 von Aksys Games für Nintendo 3DS und PlayStation Vita in Nordamerika und Europa veröffentlicht, gefolgt von einer japanischen Veröffentlichung am 30. Juni. Eine Microsoft-Windows-Version wurde am 30. Juni weltweit von Spike Chunsoft veröffentlicht. In Nordamerika wurde das Spiel digital und physisch auf dem Nintendo 3DS und der PlayStation Vita veröffentlicht, in Europa nur digital. Die PlayStation-Vita-Version ist mit PlayStation TV kompatibel. Die Nintendo-3DS-Version unterstützt den stereoskopischen 3D-Effekt des Systems nicht. Eine PlayStation-4-Version mit verbessertem Lighting & Shading wurde am 17. August 2017 in Japan und am folgenden Tag in Nordamerika veröffentlicht sowie am 8. September in Europa, wobei Rising Star Games Aksys Games bei der Verteilung der Einzelhandelskopien unterstützte. Eine Xbox-One-Version wurde am 30. August 2022 veröffentlicht.
In Nordamerika wurde eine limitierte Auflage herausgebracht, die eine Armbanduhr enthielt. Da die Uhren während des Transports beschädigt wurden, mussten diese verzögert und getrennt vom Spiel verschickt werden. Japanische vorbestellte Exemplare wurden mit dem 48-seitigen Zero Escape Premium Booklet geliefert, das Produktionsmaterial, Illustrationen von Tomono, Zusammenfassungen der beiden vorherigen Zero-Escape-Spiele und ein von Uchikoshi geschriebenes Prequel enthielt. Eine digitale Ausgabe der Broschüre wurde zusammen mit einem Teil des Soundtracks des Spiels mit der Microsoft Windows-Version gebündelt. Aksys Games plante, das Booklet getrennt vom Spiel zu veröffentlichen, und erwägte auch die Veröffentlichung anderer auf dem Spiel basierender Merchandise-Artikel. Laut Shinji Hosoe erwägt seine Firma Supersweep, die die Soundtrack-Alben für die Vorgängerspiele veröffentlicht hat, auch die Veröffentlichung eines Albums für Zero Escape: Zero Time Dilemma.

## Rezensionen und Rezeption
Zero Escape: Zero Time Dilemma wurde von Kritikern auf allen Plattformen gut aufgenommen und war nach Steins;Gate 0 das am zweitbesten bewertete PlayStation-Vita-Spiel des Jahres 2016 auf metacritic. Während der Eröffnungswoche in Japan wurden 5.375 Exemplare auf der PlayStation Vita und 3.916 Exemplare auf dem Nintendo 3DS verkauft, also insgesamt 9.291 Exemplare. Es war das drittbestverkaufte digitale PlayStation-Vita-Spiel im Juni 2016 in Europa, obwohl es dort erst drei Tage vor Monatsende veröffentlicht wurde. Die Steam-Veröffentlichung hatte bis Juli 2018 schätzungsweise 38.000 Spieler.
Den vier Rezensenten in der Famitsū (2016) gefielen der Aufbau des Spiels mit den drei verschiedenen Teams und der nicht chronologische Handlungsverlauf, da der Spieler beim Spielen ein besseres Verständnis für die Geschichte bekam. Einer von ihnen sagte, dass es „fantastisch“ sei, zu erfahren, was in den Fragmenten vor sich gehe, und dass ihnen die Betonung des „zwischenmenschlichen menschlichen Dramas“ gefiel. Ein anderer von ihnen bemerkte, dass der „leichte Scherz“-Dialog hilfreich sei, um den Spieler zu motivieren. Einer von ihnen sagte, dass das Spiel auch für Spieler Spaß machen würde, die noch nie zuvor die vorherigen Teile der Serie gespielt haben. Außerdem bemerkten sie, dass die Escape Rooms herausfordernd und unterhaltsam seien, wünschten sich jedoch, dass das Spiel eine Hinweisfunktion für Leute enthalten hätte, die das Spiel hauptsächlich wegen der Geschichte spielen. Einer der Rezensenten bemerkte auch, dass die Art und Weise, wie der Spieler Gegenstände nutzt, an manchen Stellen schwierig sei. Sie schätzten, dass sich die Escape Rooms im Gegensatz zu vielen anderen Escape Games nicht künstlich anfühlen. IGN lobte die „einfallsreichen“ Escape Games, das „hervorragende“ Storytelling, den düsteren Ton, die Entscheidungen und Konsequenzen, die „schönen Charaktermomente“ und die „umwerfende Handlung“.
Destructoid nannte das Spiel ein „Markenzeichen der Exzellenz“, das nur durch die „katastrophale Präsentation“ der Zwischensequenzen ruiniert werde. Einem Rezensenten in der Famitsū (2016) gefiel, wie das Spiel es dem Spieler ermöglicht, bereits angesehene Zwischensequenzen zu überspringen, während ein anderer anmerkte, dass die Zwischensequenzen nicht perfekt mit der japanischen Sprachausgabe synchronisiert seien.
Das Spiel hat einige Auszeichnungen gewonnen bzw. wurde dafür nominiert: Es gewann den Destructoid-Preis für das beste PlayStation-Vita-Spiel des Jahres 2016, den Game-Informer-Preis für das beste Ende eines Adventures des Jahres 2016 und den RPGFan-Preis „Reader’s Choice Award“ in der Kategorie „Adventure games and visual novels“. Es belegte 2016 den zweiten Platz bei den Auszeichnungen „Best Story“, „Best Voice Acting“ und „Best PSVita Game“ des Online-Magazins Hardcore Gamer und wurde als Nintendo-3DS- und PlayStation-Vita-Spiele von IGN zum „Game of the Year“ nominiert.